# Trifurcula ortneri
Trifurcula ortneri là một loài bướm đêm thuộc họ Nepticulidae. It is widespread in miền tây Mediterranean Region, ở đó nó được tìm thấy ở Algarve in Bồ Đào Nha, Tây Ban Nha, Pháp và Ý (Emilia-Romagna, Veneto). Nó cũng được tìm thấy ở Croatia (Dalmatia), Maroc và Algérie, miền đông Áo, Hungary, Slovakia và Đức (Baden-Württemberg và Thüringen).
Ấu trùng ăn Coronilla coronata, Coronilla emerus, Coronilla minima, Coronilla vaginalis, Coronilla valentina, Coronilla valentine glauca và Coronilla viminalis. The mine the leaves of their host plant. 